# Nederlands kampioenschap schaken 1971
Het Nederlands kampioenschap schaken 1971 werd gehouden van 5 tot en met 17 april in de stad Leeuwarden. Hans Ree veroverde, ongeslagen, zijn derde titel.

## Geschiedenis
Het zou de vierde keer in de geschiedenis zijn dat het Nederlands Kampioenschap schaken in Leeuwarden werd gehouden. Eerder werd het kandidatentoernooi van het Nederlands Kampioenschap schaken 1942, 1969 en 1970 in Leeuwarden verspeeld.
De wedstrijden werden gespeeld in de Coöperatieve Condensfabriek.
Na elf speelronden stonden Hans Ree en Jan Hein Donner bovenaan, wat betekende dat Ree met een betere tie-breakscore voor de derde keer Nederlands kampioen werd.

## Vooraf
Vlak voor aanvang van het toernooi was in Schaakbulletin het befaamde interview van Max Pam met Donner verschenen, waarin Neerlands enige actieve grootmeester (naast de niet meer actieve Max Euwe) zijn licht over zijn rivalen liet schijnen. Die kregen de nodige beledigingen naar hun hoofd geslingerd. In de Haagse Post merkte Ree daarop subtiel op dat het interview verscheen naar aanleiding van het feit dat het al dertien jaar geleden was dat Donner voor het laatst kampioen was geworden. Donner meende dat de anderen beter zouden schaken als er bij hen na een nederlaag een vinger zou worden afgehakt. Ree: “Het is onmogelijk om echt boos te worden op die dikke met dat ruitenjasje, maar alles laten passeren kunnen we natuurlijk niet, en het zou me dan ook niet verbazen als Donner, mocht hij de straf die hij voor ons zo passend vindt tijdens dit toernooi op zichzelf toepassen, als mond- en voetschaker naar Amsterdam zal moeten terugkeren.” Als voorspelling gaf Ree dat Donner in elk geval geen kampioen zou worden: “I am the greatest, kraait de oude vanuit zijn rolstoel. Wie zo het contact met de werkelijkheid verloren heeft is natuurlijk geen serieuze kandidaat. Blijven over Timman, Langeweg, Scholl en ik. Het zal erom spannen.”

## Uitslag en kruistabel[1]
|    |                    | score | 1  | 2  | 3  | 4  | 5  | 6  | 7  | 8  | 9  | 10 | 11 | 12 |
| 1  | Hans Ree           | 7½    | -- | ½  | ½  | ½  | 1  | ½  | ½  | 1  | ½  | ½  | 1  | 1  |
| 2  | Jan Hein Donner    | 7½    | ½  | -- | ½  | ½  | 0  | 1  | ½  | 1  | 1  | ½  | 1  | 1  |
| 3  | Eddie Scholl       | 7     | ½  | ½  | -- | ½  | ½  | 0  | ½  | 1  | 1  | ½  | 1  | 1  |
| 4  | Rob Hartoch        | 6½    | ½  | ½  | ½  | -- | 0  | ½  | ½  | 1  | 1  | ½  | ½  | 1  |
| 5  | Jan Timman         | 6½    | 0  | 1  | ½  | 1  | -- | 0  | 1  | 0  | 1  | 1  | ½  | ½  |
| 6  | Kick Langeweg      | 6     | ½  | 0  | 1  | ½  | 1  | -- | ½  | 1  | ½  | 0  | ½  | ½  |
| 7  | Piet van der Weide | 5½    | ½  | ½  | ½  | ½  | 0  | ½  | -- | 1  | 0  | 1  | ½  | ½  |
| 8  | John van Baarle    | 5     | 0  | 0  | 0  | 0  | 1  | 0  | 0  | -- | 1  | 1  | 1  | 1  |
| 9  | Paul Boersma       | 4½    | ½  | 0  | 0  | 0  | 0  | ½  | 1  | 0  | -- | 1  | 1  | ½  |
| 10 | Wim Andriessen     | 4     | ½  | ½  | ½  | ½  | 0  | 1  | 0  | 0  | 0  | -- | ½  | ½  |
| 11 | Tim Krabbé         | 3½    | 0  | 0  | 0  | ½  | ½  | ½  | ½  | 0  | 0  | ½  | -- | 1  |
| 12 | Fred van der Vliet | 2½    | 0  | 0  | 0  | 0  | ½  | ½  | ½  | 0  | ½  | ½  | 0  | -- |